# غلبيك
غلبيك هي بلدة في مقاطعة خطيرجي في ولاية نواوي في أوزبكستان.